# Jingjiang
Koordinaten: 32° 2′ N, 120° 17′ O
Jingjiang (chinesisch 靖江市, Pinyin Jìngjiāng Shì) ist eine chinesische kreisfreie Stadt der bezirksfreien Stadt Taizhou in der Provinz Jiangsu. Sie hat eine Fläche von 655,6 km² und zählt 684.360 Einwohner (Stand: Zensus 2010).
Die deutschen Partnerstädte von Jinjiang sind seit 2004 Ansbach, Dinkelsbühl, Feuchtwangen und Rothenburg ob der Tauber.